# 高瀬右光
高瀬 右光（たかせ あきみつ、1970年9月1日 - ）は、日本の男性声優。千葉県出身。アクセント所属。

## 略歴
小さい頃からテレビを見ることが好きであり、漫画のふき出しを声に出して読んだりして遊んでいる時期もあった。中学生くらいにアニメ映画を見て「声のみでこんな表現ができるのか」と感銘を受けて職業としての声優を漠然と意識するようになり、その頃に声優の通信教育を受けていたこともあった。高校卒業後、アニメよりも映像のほうに興味が出てきて映像の専門学校に入学。脚本科を専攻していたが、授業の中に高瀬自身の書ていた脚本を読んでみたり人のを読みあったりそのほかにも演技の授業があったり、そういった授業を受けていくうちに、「やっぱり自分はこっちの方がやりたかったことなんだな」と昔思い描いていた声優を目指してみようと思うようになったという。
東京アナウンス・声優アカデミー、江崎プロダクション付属養成所（現：マウスプロモーション附属俳優養成所）出身。
マウスプロモーションを経て、アクセント所属。

## 人物
趣味は映画鑑賞、パン作り。特技は剣道三段。

## 出演
太字はメインキャラクター。

### テレビアニメ
1995年
- ストリートファイターII V（ローリャン 他）

1996年
- こちら葛飾区亀有公園前派出所（1996年 - 2004年、尾崎網彦、運転手、担任、パパイヤ山田、三冠王怒火弁）
- 天空のエスカフローネ（兵D、兵士B）
- バーチャファイター（忍者A）
- B'T-X（科学者2）
- みどりのマキバオー（男、滝川、馬A）
- YAT安心!宇宙旅行（デビルスキー、配達員、客）

1997年
- VIRUS -VIRUS BUSTER SERGE-（ハイウェイポリスB、整備A）
- ネクスト戦記EHRGEIZ（ローズ1パイロット、情報士官、オペレーター、テラ同志）
- はいぱーぽりす（室田時次郎、鬼主任、魔物A 他）
- 魔法のステージ ファンシーララ（老人達）
- みすて♡ないでデイジー（R1号、リポーター）

1998年
- アンドロイド・アナ MAICO 2010（丙太）
- デビルマンレディー（男、H.A隊員、アナウンサー）
- 南海奇皇（1998年 - 1999年、隊員、トランシーバー、市来、藤崎恒彦）
- 魔術士オーフェン（牧場主）
- ヨシモトムチッ子物語（ゴミムシホトハラ）
- LEGEND OF BASARA（赤の軍・兵士、商人、男 他）

1999年
- KAIKANフレーズ（社員、運転手）
- ドラえもん（テレビ朝日版第1期）（1999年 - 2002年、カッパ、男、アナウンサー）
- ∀ガンダム（DC兵1）

2000年
- 妖しのセレス（梧友規、男、千鳥の祖父、要人）
- キョロちゃん（じいや）
- 激動!歴史を変える男たち〜アニメ静岡県史〜（山岡鉄舟）
- 幻想魔伝 最遊記（僧侶）
- サイバーシックス（TVジャーナリスト、市長）
- 陽だまりの樹（山種惣助、原田磊蔵、手塚良斎、井上信濃守、箕作阮甫、有村次左衛門）
- BRIGADOON まりんとメラン（エド、ネイティブ・アメリカン）

2001年
- グラップラー刃牙（トレーニングコーチ、不良少年B）
- シャーマンキング（マルコ、偽マルコ）
- 超GALS!寿蘭（三谷司、赤城晃一、片瀬一貴）
- 忍たま乱太郎（2001年 - 2013年、自然薯居士、ドク八風鬼、間切、山賊、侍）
- ヒカルの碁（門脇龍彦 他）

2002年
- あたしンち（2002年 - 2009年、母親A、パン屋、おじさん、店員C）
- クレヨンしんちゃん（2002年 - 2020年、警察官、Gメン、スポーツ父）
- NARUTO -ナルト-（カイザ）
- パタパタ飛行船の冒険（アッバス、艦長）
- ヒートガイジェイ（ジョー・サヤマ）
- フォルツァ!ひでまる（ハヤカゼ、ゲオルグ）
- ポケットモンスター（グルー）

2003年
- アストロボーイ・鉄腕アトム（デルタ）
- 宇宙のステルヴィア（安池局員）
- ウルトラマニアック（ホームステイ先パパ、審判、執事）
- WOLF'S RAIN（兵士A）
- E'S OTHERWISE（曳士＝鷺宮）
- ギルガメッシュ（街の男A）
- 最遊記RELOAD（父）
- 鋼の錬金術師（2003年 - 2004年、クレイ）
- 無人惑星サヴァイヴ（ベル）
- 名探偵コナン（2003年 - 2004年、記者、係員、スタッフ、警備員、船長）
- 妄想科学シリーズ ワンダバスタイル（作業員A、妖精1、男1、未来人B）

2004年
- 頭文字D Fourth Stage（スマイリー酒井）
- 北へ。〜Diamond Dust Drops〜（スタッフB）
- ギャラクシーエンジェル（第4期）（政府高官）
- サムライガン（竜宮酔郷店主）
- ジパング（三川軍一）
- 蒼穹のファフナー Dead Aggressor（小楯保）
- 光と水のダフネ（トーマス）
- ビューティフル ジョー（ハルク・ダビットソン）
- 焼きたて!!ジャぱん（作業員）

2005年
- ギャラリーフェイク（クラウン）
- 戦国英雄伝説 新釈 眞田十勇士 The Animation（眞田伊豆守信幸）
- BLACK CAT（トルネオ配下）
- ポケットモンスター アドバンスジェネレーション（ミツオダ・ミツオ）

2006年
- アイシールド21（小早川秀馬、倉敷卓人）
- おとぎ銃士 赤ずきん（エルフ族国王）
- 恋する天使アンジェリーク シリーズ（2006年 - 2007年、サクリアの精霊、研究員） - 2シリーズ
- 獣王星（ラダ）
- 009-1（ミレーヌの父）
- BLACK BLOOD BROTHERS（クロウ）
- メジャー シリーズ（2006年 - 2008年、乾、矢田部） - 2シリーズ
- 落語天女おゆい（妖怪たがや）
- RAY THE ANIMATION（医者）

2007年
- 人造昆虫カブトボーグ V×V（シャル・ルドゴール）
- 東京魔人學園剣風帖 龖（ファン、刑事C、押上） - 2シリーズ
- BLUE DRAGON（2007年 - 2009年、ザボ、庭園の呼び声、ザボ、ユンガー） - 2シリーズ
- 湾岸ミッドナイト（黒木隆之）

2008年
- アリソンとリリア（大尉）
- 狼と香辛料（村長）
- GUNSLINGER GIRL -IL TEATRINO-（ブルーノ）
- ゴルゴ13（フィッシュバーグ）
- シゴフミ（イジメ〈住吉〉）
- テレパシー少女 蘭（本山）
- 図書館戦争（平賀）
- 夏目友人帳（垂申）
- ネオ アンジェリーク Abyss（編集長）
- はっけん たいけん だいすき! しまじろう
- ワールド・デストラクション 〜世界撲滅の六人〜（看守）

2009年
- グイン・サーガ（ボルゴ・ヴァレン）
- 獣の奏者 エリン（サジュの父、モットン）
- ご姉弟物語（男性）
- 真マジンガー 衝撃!Z編 on television（兜剣造）
- はじめの一歩 New Challenger（国内戦リングアナ）
- フレッシュプリキュア!（桃園圭太郎）

2010年
- 黒執事II（神父）
- GIANT KILLING（志村）
- 心霊探偵 八雲（両目の赤い男）
- それでも町は廻っている（下沢半蔵）
- ドラえもん（テレビ朝日版第2期）（2010年 - 2019年、おまわりさん、祖古梨、味方の大将、中納言）
- NARUTO -ナルト- 疾風伝（アカボシ、カイザ）

2011年
- THE IDOLM@STER（審査員）
- ダンボール戦機（2011年 - 2013年、北島小次郎、加納義一） - 2シリーズ
- 夏目友人帳 参（親戚のおじさん）
- べるぜバブ（相沢庄次、霧矢令司）

2012年
- キングダム（2012年 - 2014年、肆氏） - 2シリーズ
- しろくまカフェ（部長）
- もやしもん リターンズ（運転手）

2013年
- 進撃の巨人（ダリウス・ベーア＝ヴァルブルン）

2014年
- ナノ・インベーダーズ（デイビッド / ラルー）

2015年
- 蒼穹のファフナー EXODUS（小楯保）

2016年
- こちら葛飾区亀有公園前派出所 THE FINAL 両津勘吉 最後の日（尾崎）

2017年
- 牙狼〈GARO〉-VANISHING LINE-（ポーン）

2018年
- 刻刻（佐河父）
- メジャーセカンド（乾）

2020年
- 啄木鳥探偵處（木戸番）
- THE GOD OF HIGH SCHOOL ゴッド・オブ・ハイスクール（カン検事）

2023年
- 異世界はスマートフォンとともに。2（ゼフィルス・ロア・レグルス）
- ひろがるスカイ!プリキュア（ターサン）

2024年
- 狼と香辛料 MERCHANT MEETS THE WISE WOLF（主人、宿の主人）
- 僕の妻は感情がない（峰岸康史郎）

2025年
- LAZARUS ラザロ（ガイド）
- 地獄先生ぬ〜べ〜 (2025)（集合魂〈日本語〉）

### 劇場アニメ
1995年
- KAZU&YASU ヒーロー誕生

2002年
- WXIII 機動警察パトレイバー
- クレヨンしんちゃん 嵐を呼ぶ アッパレ!戦国大合戦（狙撃兵）

2004年
- 劇場版 NARUTO -ナルト- 大活劇!雪姫忍法帖だってばよ!!（助監督）

2005年
- あらしのよるに（トロ）

2008年
- HIGHLANDER ハイランダー 〜ディレクターズカット版〜（議長）

2009年
- 宇宙戦艦ヤマト 復活篇（郷田実）

2010年
- 蒼穹のファフナー HEAVEN AND EARTH（小楯保）

2012年
- 神秘の法（保守政治家）

2019年
- クレヨンしんちゃん 新婚旅行ハリケーン 〜失われたひろし〜（ライダース）

2020年
- 囀る鳥は羽ばたかない The clouds gather（平田和明）

### OVA
1996年
- ソニック・ザ・ヘッジホッグ（秘書）
- 魔法使いTai!（アナウンサー、茜の彼氏4号、教師）

1997年
- 銀河英雄伝説
- サクラ大戦 桜華絢爛（町の人々）
- ジャングルDEいこう!
- 電脳戦隊ヴギィ'ズ★エンジェル（スコット）
- 真奈美&ナミ スプライト（徹の父）

1998年
- 青の6号（オペレーター）
- 火宵の月〜秋狂言〜（御家人）

2001年
- ジオブリーダーズ2（部下A、隊員）

2003年
- 新・北斗の拳（トビ）

2005年
- 鴉 -KARAS-（記者）

2007年
- 頭文字D BATTLE STAGE 2（スマイリー酒井）
- MURDER PRINCESS（ピート＝アームストロング）

2010年
- べるぜバブ 〜拾った赤ちゃんは大魔王!?〜（相沢庄次）

2019年
- 蒼穹のファフナー THE BEYOND（2019年 - 2020年、小楯保）

### ゲーム
1998年
- 東京魔人學園剣風帖（紫暮兵庫、村雨祇孔 他）
- 立体忍者活劇 天誅（偶）

1999年
- ヴァルキリープロファイル（蘇芳）

2000年
- 高機動幻想ガンパレード・マーチ（遠坂圭吾）
- サンライズ英雄譚R（オーラ戦士、アーストの戦士）
- デビルマン（アグウェル）
- 立体忍者活劇 天誅 弐（梵論）

2002年
- ELYSION 〜永遠のサンクチュアリ〜（ブルーノ）
- 機甲武装Gブレイカー（ガロッガ・ダスター）
- サクラ大戦4 〜恋せよ乙女〜（群集）
- シャーマンキング スピリット オブ シャーマンズ（マルコ）
- シャーマンキング 超・占事略決3（マルコ）
- 東京魔人學園外法帖（泰山）
- ヒカルの碁 院生頂上決戦（門脇龍彦）
- ヒカルの碁2（門脇龍彦）
- ロマンスは剣の輝きII（アルビオン、ファランクス、ゴルバ）

2003年
- 頭文字D Special Stage（スマイリー酒井）
- 漢のためのバイブル THE 友情アドベンチャー-炎多留・魂-（喜多道満）
- 侍道2（岡引）
- バテン・カイトス 終わらない翼と失われた海（レブリス、ロドルフォ）
- シャーマンキング ソウルファイト（マルコ）
- マックスペイン（警察官）

2004年
- アドバンス ガーディアンヒーローズ（スカイナイト）
- 九龍妖魔學園紀（夕薙大和、マッケンゼン）
- 3年B組金八先生 伝説の教壇に立て!（関原大介）
- 東京魔人學園外法帖血風録（泰山）
- 鋼の錬金術師2 赤きエリクシルの悪魔（クレイ）
- ブラッディロア4（ユーゴ）

2005年
- 忍道 戒（侍大将）
- Twelve〜戦国封神伝〜（イゾウ、マスカー、ドワルデ）
- 風雲 幕末伝（山県狂介）
- 義経紀（平教経）

2006年
- ヴァルキリープロファイル レナス（蘇芳）
- バテン・カイトスII 始まりの翼と神々の嗣子（ロドルフォ）
- ワイルドアームズ ザ フィフスヴァンガード（デュオグラマトン）

2007年
- 頭文字D ARCADE STAGE 4（スマイリー酒井）
- アンチャーテッド エル・ドラドの秘宝
- CRYSIS（兵士）
- ファイナルファンタジー・クリスタルクロニクル リング・オブ・フェイト（ラトフ）
- BLADESTORM 百年戦争（アルテュール・ド・リッシュモン）

2008年
- 白騎士物語

2009年
- L2 Love×Loop（ディンド）

2010年
- こちら葛飾区亀有公園前派出所 勝てば天国!負ければ地獄! 両津流 一攫千金大作戦!（尾崎網彦）
- メトロ2033（カーン）

2011年
- Kinect: ディズニーランド・アドベンチャーズ（三月うさぎ）

2013年
- コール オブ デューティ ゴースト
- メトロ ラストライト（カーン）
- レゴシティ アンダーカバー（レックス・フューリー）

2019年
- エースコンバット7 スカイズ・アンノウン（ハイローラー、スカルド、ジョルジュ）

2020年
- Marvel's Avengers（ソー・オーディンソン）

2023年
- Apex Legends（バリスティック）
- グランブルーファンタジー（レオン）

### ドラマCD
- 彼方から（ドロス）
- KEY THE METAL IDOL RADIO PROGRAM #2「家族」（先輩教師）
- 共鳴せよ!私立轟高校図書委員会（クドー三世）
- 九龍妖魔學園紀（夕薙大和）
- シャーマンキング S.F.O.V IV「Al Di La Da」（マルコ）
- 創竜伝（警官）
- 東京魔人學園剣風帖（村雨祇孔、紫暮兵庫）
- バイトでウィザード（福原憲也）
- ラグーンエンジン（等軍秀明）
- ワイルドアームズ セカンドイグニッション オリジナルドラマ（ジュデッカ）

### BLCD
- あなたと恋におちたい（関）
- 異国色恋浪漫譚（組員）
- エス シリーズ2・3（浅川）
- 極・愛（俵藤寿士）
- この愛に溺れろ（伍桐）
- 囀る鳥は羽ばたかない（平田[24]）
- 少年花嫁シリーズ2・5（横山）
- すべてはこの夜に（武井靖之）
- 僕の知るあなたの話（西島）
- 真昼の恋（五十嵐）
- 誘惑レシピ6（赤池寿）
- 四号×警備 シングル・マインド（榊）

### ラジオドラマ
- VOMIC 華麗なる食卓（曽根崎総一郎）

### 吹き替え

#### 映画
- 愛さずにはいられない
- アイドル・ハンズ
- I love ペッカー（ジェド・コールマン）
- アサインメント ※ソフト版
- アサルト13 要塞警察 ※ソフト版
- アジョシ（マンソク兄〈キム・ヒウォン〉）
- アステロイド/最終衝撃（マシュー・ロジャース博士〈マイケル・ウェザリー〉）※ソフト版
- アフロ忍者（ブラック・ライトニング〈ジェームズ・ブラック〉）
- ある貴婦人の肖像（エドワード・ロジェ〈クリスチャン・ベール〉）
- アレキサンダー
- 暗殺の瞬間
- イーオン・フラックス
- インデペンデンス・デイ（青年〈アンドリュー・キーガン〉）※ソフト版
- インビジブル ※ソフト版
- インファナル・シティ/女捜査官サンドラ（ジャック）
- ウェディング・クラッシャーズ（サック・ロッジ〈ブラッドリー・クーパー〉）
- エージェント:ライアン（ヴィクトル・チェレヴィン〈ケネス・ブラナー〉）
- エヴァンジェリスタ
- エブリデイ・イズ・バレンタイン（オーケー〈レオン・ライ〉）
- エンジェル・アイズ（ラリー・ポーグ・シニア〈ジェレミー・シスト〉）[25]）
- オーメン
- 終わりで始まりの4日間（マーク〈ピーター・サースガード〉）
- ガーディアンズ・オブ・ギャラクシー（監視塔の看守1）
- 帰らない日々
- 銀河ヒッチハイク・ガイド（フォード・プリーフェクト〈モス・デフ〉）
- KOOL 殺戮の銃弾（ダリル〈ボキーム・ウッドバイン〉）
- グッバイ、レーニン!（ライナー）
- クラッシュ!!!（ケヴィン〈エリク・パラディーノ〉）
- クリフハンガー ※日本テレビ版
- ゲーム・プラン
- 公共の敵（オム班長）
- 公共の敵2 あらたなる闘い（キム・シニル）
- コマンドーR（スタシック〈ミハイル・トゥルヒーン〉）
- コン・エアー（ピンボール〈デイヴ・シャペル〉）※ソフト版
- ザ・ウォッチャー ※ソフト版
- ザ・コンテンダー（レジナルド・ウェブスター〈クリスチャン・スレーター〉）
- ザ・セル2（ハリス保安官〈クリス・ブルーノ〉）
- SURVIVOR/野獣地帯（ローリンズ）
- ザ・マシーン（ジェームス〈サム・ヘイゼルダイン〉）
- 猿の惑星: 創世記（ロドニー〈ジェイミー・ハリス〉）
- シティ・オン・ファイアー（マイケル〈ヴィンス・コロシモ〉）
- ジャーヘッド3 撃砕（レインズ一等軍曹〈スコット・アドキンス〉）
- ジャックと天空の巨人（巨人の番兵[26]）
- スター・ウォーズ/スカイウォーカーの夜明け
- スタートレックVI 未知の世界 ※新ソフト版
- スタートレック 叛乱
- スティーヴ・オースティン S.W.A.T.（ディミトリアス〈マイケル・シャンクス〉）
- スノーホワイト（ピーター・グーテンベルク〈デヴィッド・コンラッド〉）
- スパイ・ハード（殺し屋）
- 世界侵略: ロサンゼルス決戦
- SET IT OFF
- セブンデイズ（チョン・チョルチン〈チェ・ミョンス〉）
- 戦場のレクイエム
- ダイアナ（コリン〈ジョナサン・ケリガン〉）
- ダイバージェント（エリック〈ジェイ・コートニー〉）
- ダイバージェントNEO（エリック〈ジェイ・コートニー〉）
- 007 トゥモロー・ネバー・ダイ（レーダー兵）※フジテレビ版
- チェリー2000
- DEAN/ディーン（エリア・カザン〈エンリコ・コラントーニ〉）
- ディセンダント（ビースト〈ダン・ペイン〉）
- ディパーテッド（ショーン〈ケヴィン・コリガン〉）
- デイブレイカー（クリストファー・カルーソ〈ヴィンス・コロシモ〉）
- デッドロックII（ユーリ・ボイカ〈スコット・アドキンス〉）
- デモリションマン ※テレビ朝日版
- とかげの可愛い嘘（ジョガンの父）
- ドク・ソルジャー/白い戦場（レオ・クラッツ〈ジェフリー・タンバー〉）※テレビ東京版
- ドラゴンハート ※ソフト版
- ドン・ジュアン（ドン・ルイ〈マイケル・ロンズデール〉）
- 7級公務員（ノ・ヒョンギュ博士）
- ノー・エスケイプ ※テレビ東京版
- ノートに眠った願いごと（ヒョヌ〈ユ・ジテ〉）
- ノア 約束の舟（レメク〈マートン・チョーカシュ〉）
- バードケージ ※ソフト版
- 破壊神（ホワン〈ロバート・ベルトラン〉）
- バックファイヤー!
- バットマン & ロビン Mr.フリーズの逆襲 ※ソフト版
- バビロンA.D.
- パラダイン夫人の恋（アンドレ・ラトゥール〈ルイ・ジュールダン〉）※PDDVD版
- ハリウッドランド
- Be Cool/ビー・クール（エリオット〈ドウェイン・ジョンソン〉）
- ヒーロー・ウォンテッド（サブコット〈レイ・リオッタ〉）
- ひかりのまち（ティム〈スチュアート・タウンゼント〉）
- ビッグママ・ハウス（ジャド）
- ビッグムービー（サンチェス）
- ヒマラヤ杉に降る雪（カズオ〈リック・ユーン〉）
- 秘密のラジオ・ガール
- ヒューマン・キャッチャー（スコッティ・ブラドック）
- ファンタスティック・フォー 超能力ユニット ※日本テレビ版
- ファントムフォース
- フィフス・ウェイブ（オリヴァー・サリヴァン〈ロン・リビングストン〉）
- 54 フィフティ★フォー（キー〈ドメニク・ランバルドッツィ〉）※ソフト版
- フェイク シティ ある男のルール（コーツ〈コモン〉）
- ブギーナイツ（大学生〈ケイ・レノックス〉）
- フライトプラン
- ブラッド（バーテンダー〈マリリン・マンソン〉）
- ブレイブ ワン
- フロム・ヘル（フェラル医師）※ソフト版
- ヘイル、シーザー!（エディ・マニックス〈ジョシュ・ブローリン〉）
- ベルベット・ゴールドマイン（社員）
- ボーイズ・ドント・クライ
- ホーム・アローン3（警官〈ニール・フリン〉）※日本テレビ版
- ホーンテッド・ハウス（ゲイリー）
- ホワイトハウス・ダウン（ハットン〈アンソニー・レムケ〉[27]）
- マキシマム・リスク ※ソフト版
- マトリックス リローデッド（ゴースト〈アンソニー・ウォン〉、ミフネ〈ナサニエル・リーズ〉）※フジテレビ版
- ミスター・サンタを探して（ニール・マコーミック）
- ミステリー、アラスカ（コナー・バンクス）
- ミュンヘン（アンドレアス〈モーリッツ・ブライプトロイ〉）
- メガ・ピラニア（ジェイソン・フィッチ〈ポール・ローガン〉）
- メジャーリーグ3（ルーブ・ベイカー〈エリック・ブラスコッター〉）
- 山猫は眠らない2 狙撃手の掟（ダン・マッケナ大佐〈リンデン・アシュビー〉）※ソフト版
- 夢見る頃を過ぎても（バリー・マニロウ）
- ラッシュ/プライドと友情（BRMメカニック）
- ルパン（レオナール〈パトリック・トゥーミー〉）
- ル・ブレ（ユッスール警部〈ジャイモン・フンスー〉）
- ルル・オン・ザ・ブリッジ（ボビー・ペレス〈ハロルド・ペリノー・ジュニア〉）
- レストラン（ケニー〈サイモン・ベイカー〉）
- レッド・ノーティス[28]
- レッドベルト 傷だらけのファイター
- RONIN（ツアーガイド）※フジテレビ版
- ロスト・イン・スペース ※日本テレビ版
- ロング・キス・グッドナイト ※ソフト版
- ワールド・トレード・センター
- わたしたちの島で わんぱくアザラシのモーセ（ペーテル）
- ワン・ナイト・スタンド（ジョージ〈グレン・プラマー〉）

#### ドラマ
- アンフォゲッタブル 完全記憶捜査
- ER緊急救命室
  - シーズン2 #5
  - シーズン4 #14（衛生兵〈マシュー・ブッチャー〉）、#18,#19（麻酔医）
  - シーズン5 #7（バッシー〈マイケル・ウォーリー〉）、#12（フレッド・ダンジガー〈ケヴィン・マクラッチー〉）、#14（クインス）
  - シーズン8 #10（ジョー）
  - シーズン13 - 14（リッチマン〈ジョー・マンガニエロ〉）
- イカゲーム
- 倚天屠龍記（張松渓、空見）
- エクスタント（ゴードン・カーン〈モーリー・スターリング〉）
- 合衆国崩壊の日（トム・マクラフリン）
- 華麗なるペテン師たち
- 恐竜家族
- グリーンリーフ（ジェイコブ・グリーンリーフ）
- クリミナル・マインド FBI行動分析課
  - シーズン3 #3（カルヴァート）
  - シーズン4 #22（ヴィンセント〈アレックス・オロックリン〉）
  - シーズン6 #21（ブライス・ハーディング）
- クリミナル・マインド 特命捜査班レッドセル #13
- GOTHAM/ゴッサム（アルフレッド・ペニーワース〈ショーン・パートウィー〉、ブッチ・ギルジーン〈ドリュー・パウエル〉）
- ザ・スタンド（グレン・ベイトマン〈グレッグ・キニア〉）
- CIA:ザ・エージェンシー（カール・リース〈ロッキー・キャロル〉）※ソフト版
- GCHQ:英国サイバー諜報局（アンドリュー・マキンデ〈エイドリアン・レスター〉[29]）
- シャーロック・ホームズの冒険 青い紅玉（ジェームズ・ライダー）※追加収録部分
- 笑傲江湖（岳不群）
- 新チャーリーズ・エンジェル
- スキップ・ビート! 〜華麗的挑戦〜（ローリィ宝田）
- スパイ大作戦（ウィリー・アーミテージ）※DVD追加録音
- スパルタカス（ソロニウス〈クレイグ・ウォルシュ・ライトソン〉）
- スパルタカス ゴッド・オブ・アリーナ（ソロニウス〈クレイグ・ウォルシュ・ライトソン〉）
- 7デイズ/時空大作戦（クレイグ・ドノヴァン〈ドン・フランクリン〉）
- 大草原の小さな家（ソルダ〈ヴィク・モヒカ〉）
- 太陽を抱く月
- 24 -TWENTY FOUR-（ブレイン・メイヤー上院議員〈カートウッド・スミス〉）
- トランスポーター ザ・シリーズ #12
- 犯罪捜査官 アナ・トラヴィス（マイク・ルイス〈ショーン・ディングウォール〉）
- P.S.アイ・ラブ・ユー（コーディ・パウエル / ジョーイ・パチオリック〈グレッグ・エヴィガン〉）
- プライベート・プラクティス4（エリオット）
- ブラインドスポット タトゥーの女（マシュー・ワイツ）
- ポセイドン（クォン・ジョンリュル〈イ・ソンジェ〉）
- ホワイトチャペル3 終わりなき殺意（デーモン）
- ミディアム7 最終章（ヒース・ティムリン）
- 名探偵ポワロ オリエント急行の殺人（ピエール・ミッシェル）
- モンキーキング 西遊記
- LAW & ORDER（マイク・カッター〈ライナス・ローチ〉）
- ワイルド・ランナーX3（トム・クラニッヒ）

#### アニメ
- アリスは何をすべきか知っています!（グリーン）
- おさるのジョージ（キホーテ）
- 第三惑星の謎（グリーン）
- X-MEN エボリューション（メスメロ、ブロブ）
- ガーゴイルズ（ブロードウェイ、ハリウッド）
- ゴジラ ザ・シリーズ（ロボット・ナイジェル[4]）
- スター・ウォーズシリーズ
  - スター・ウォーズ クローン大戦（キット・フィストー）
  - スター・ウォーズ/クローン・ウォーズ（内務大臣、ママ・ザ・ハット、ガル・サクソン）
  - LEGO スター・ウォーズ:ドロイド・テイルズ（ランド・カルリジアン）
  - スター・ウォーズ 反乱者たち（ガル・サクソン）
- トゥルーと虹の王国（虹の王様）
- トランスフォーマー ザ・リバース（ホットロッド[30]、ランウェイ[30]、ファーストレーン[30]、ブロウパイプ[30]、モンゾ[30]）
- トロン：ライジング（トロン）
- 長ぐつをはいたネコ
- バットマン:ブレイブ&ボールド（ドクター・マグナス、フェイスレス・ハンター、ブラック・アダム / テス・アダム）
- ふしぎの国のアリス（マーチ・ヘアー〈三月うさぎ〉）※DVD版追加収録部分
- モンキーマジック（高官）

#### ボイスオーバー
- リターン・オブ・ザ・キング エルヴィス・プレスリー低迷と復活（ブルース・スプリングスティーン）

### 特撮
- 特捜戦隊デカレンジャー（2004年、ハンドレ星人デーチョの声）

### オーディオブック
- あたりまえだけどなかなかできない33歳からのルール（2009年、朗読）
- 3つの真実　人生を変える“愛と幸せと豊かさの秘密”（2010年）
- 頭のいい人の短く深く眠る法 頭と体が100％活性化する最高の眠り方（2012年、朗読）
- 仕事は楽しいかね? 1巻・2巻（2013年）
- 悪人 上巻・下巻（2017年、朗読）
- 部下が思い通り動いてくれるNLPリーダーシップ術（2018年、朗読）

### シリーズ一覧
1. ↑  第1期『心のめざめる時』（2006年）、第2期『かがやきの明日』（2007年）
2. ↑  第2シリーズ（2006年）、第4シリーズ（2008年）
3. ↑  第1期（2007年）、第2期『第弐幕』（2007年）
4. ↑  第1期（2007年）、第2期『天界の七竜』（2008年 - 2009年）
5. ↑  第1期（2011年 - 2012年）、第2期『W』（2013年）
6. ↑  第1シリーズ（2012年）、第2シリーズ（2013年 - 2014年）

### 初出話一覧
1. ↑  第4話初出
2. ↑  第46話初出
3. ↑  第14話初出
4. ↑  第16話初出
5. ↑  第11話初出
6. ↑  第7話初出
7. ↑  第8話初出